# Kenny Noyes
Kenny Noyes (Barcellona, 18 giugno 1979) è un pilota motociclistico statunitense.
I suoi genitori sono entrambi statunitensi ma hanno vissuto in Spagna per oltre vent'anni e durante quel periodo è nato Kenny Noyes.

## Carriera
Ha iniziato a correre all'età di quattro anni nel dirt track ma la sua carriera professionistica ha avuto inizio solo nel 1997, dopo il ritorno della famiglia negli Stati Uniti d'America. È restato per alcuni anni in questa categoria di competizioni e nel 2000 ha conquistato un titolo nazionale statunitense.
Dopo questo successo si è trasferito nuovamente in Spagna per gareggiare nelle competizioni su pista; nel 2004 passa al campionato spagnolo velocità nella classe Fórmula Extreme e tenta anche di entrare nel campionato mondiale endurance.
Nel 2006 gareggia nel campionato mondiale Supersport solo al gran premio di Spagna sul circuito di Valencia con la Yamaha YZF-R6 del team Yamaha - GMT 94 come sostituto di David Checa. Si qualifica in diciottesima posizione ma non termina la gara causa un ritiro.
Nel 2008 inizia la stagione con una pole position, stabilisce il record di categoria della pista di Valencia e ottiene tre podi. Ottiene anche una vittoria nella Coppa Suzuki 750, un secondo posto nella 6 ore di Albacete del campionato mondiale endurance e un terzo posto nella prima prova del campionato spagnolo.
Nel 2009 ha gareggiato sempre nel campionato spagnolo alla guida di una Kawasaki, ottenendo la vittoria nella prova disputatasi a Barcellona. Sempre nel 2009 ha ottenuto un secondo posto al Bol d'Or.
Nel 2010 ha avuto la possibilità di esordire nel motomondiale nella classe Moto2 con una Promoharris del team Jack & Jones by A. Banderas, il compagno di squadra è Joan Olivé. Ha ottenuto la sua prima pole position in occasione del GP di Francia. In gara ottiene come miglior risultato due settimi posti (Spagna e Catalogna) e termina la stagione al 24º posto con 22 punti.
Nel 2011 passa al team Avintia-STX con una FTR. Ottiene come miglior risultato un quinto posto al GP della Comunità Valenciana e termina la stagione al 28º posto con 11 punti.
Nel 2012 corre nel mondiale Supersport a Silverstone come wildcard a bordo di una Suzuki GSX-R600.
Nel 2014 corre nel campionato spagnolo nella categoria Superbike con la Kawasaki del team Palmeto, vincendo il titolo con 3 vittorie e 7 podi su 11 gare disputate. Sempre nel 2014 corre nella classe Moto2 del motomondiale il Gran Premio d'Aragona in sostituzione dell'infortunato Tetsuta Nagashima sulla TSR 6 del team Teluru Team JiR Webike. Nel  2015, da campione uscente, è decimo nel CEV Superbike.

## Risultati in gara

### Campionato mondiale Supersport
| 2006 | Moto   |  |  |     |  |  |  |  |  |  |  |  |  |  |  | Punti | Pos. |
| ---- | ------ |  |  | --- |  |  |  |  |  |  |  |  |  |  |  | ----- | ---- |
| 2006 | Yamaha |  |  | Rit |  |  |  |  |  |  |  |  |  |  |  | 0     |      |

| 2012 | Moto   |  |  |  |  |  |  |  |  |     |  |  |  |  |  | Punti | Pos. |
| ---- | ------ |  |  |  |  |  |  |  |  | --- |  |  |  |  |  | ----- | ---- |
| 2012 | Suzuki |  |  |  |  |  |  |  |  | Rit |  |  |  |  |  | 0     |      |

| 2013 | Moto  |  |  |  |  |  |  |  |    |  |  |  |  |  |  | Punti | Pos. |
| ---- | ----- |  |  |  |  |  |  |  | -- |  |  |  |  |  |  | ----- | ---- |
| 2013 | Honda |  |  |  |  |  |  |  | AN |  |  |  |  |  |  | 0     |      |

| Legenda | 1º posto        | 2º posto            | 3º posto           | A punti      | Senza punti        | Grassetto – Pole position Corsivo – Giro più veloce |
| Legenda | Gara non valida | Non qual./Non part. | Ritirato/Non class | Squalificato | '-' Dato non disp. | Grassetto – Pole position Corsivo – Giro più veloce |

### Motomondiale
| 2010 | Classe | Moto        |    |   |     |    |    |    |   |    |    |     |    |    |     |    |    |    |     |    | Punti | Pos. |
| ---- | ------ | ----------- | -- | - | --- | -- | -- | -- | - | -- | -- | --- | -- | -- | --- | -- | -- | -- | --- | -- | ----- | ---- |
| 2010 | Moto2  | Promoharris | 18 | 7 | Rit | 26 | 21 | 22 | 7 | 21 | NE | Rit | 19 | 24 | Rit | 22 | 18 | 31 | Rit | 12 | 22    | 24º  |

| 2011 | Classe | Moto |    |    |    |    |     |     |     |    |    |    |    |     |    |    |    |    |    |   | Punti | Pos. |
| ---- | ------ | ---- | -- | -- | -- | -- | --- | --- | --- | -- | -- | -- | -- | --- | -- | -- | -- | -- | -- | - | ----- | ---- |
| 2011 | Moto2  | FTR  | 24 | 29 | 17 | 17 | Rit | Rit | Rit | 29 | 20 | NE | 20 | Rit | 23 | 23 | 17 | 22 | NC | 5 | 11    | 28º  |

| 2014 | Classe | Moto |  |  |  |  |  |  |  |  |  |  |  |  |  |     |  |  |  |  | Punti | Pos. |
| ---- | ------ | ---- |  |  |  |  |  |  |  |  |  |  |  |  |  | --- |  |  |  |  | ----- | ---- |
| 2014 | Moto2  | TSR  |  |  |  |  |  |  |  |  |  |  |  |  |  | Rit |  |  |  |  | 0     |      |

| Legenda | 1º posto        | 2º posto            | 3º posto            | A punti      | Senza punti        | Grassetto – Pole position Corsivo – Giro più veloce |
| Legenda | Gara non valida | Non qual./Non part. | Ritirato/Non class. | Squalificato | '-' Dato non disp. | Grassetto – Pole position Corsivo – Giro più veloce |